# Carlos Tamara
Carlos Tamara (* 15. März 1983 in Sincelejo, Kolumbien) ist ein ehemaliger kolumbianischer Boxer im Halbfliegengewicht. 

## Profikarriere
Im Jahre 2005 begann er erfolgreich seine Profikarriere. Am 23. Januar 2010 boxte er gegen Brian Viloria um den Weltmeistertitel des Verbandes IBF und siegte durch K. o. Diesen Gürtel verlor allerdings bereits in seiner ersten Titelverteidigung im Mai desselben Jahres an Luis Alberto Lazarte.
Im Jahre 2013 beendete er seine Karriere.